# XVII legislatura del Regno d'Italia
La XVII legislatura del Regno d'Italia ebbe inizio il 10 dicembre 1890 e si concluse il 27 settembre 1892.

## Governi
Governi formati dai Presidenti del Consiglio dei ministri su incarico reale.
1. Governo Crispi II (9 marzo 1889 - 6 febbraio 1891), presidente Francesco Crispi (Sinistra storica)
  - Composizione del governo: Sinistra storica
2. Governo di Rudinì I (6 febbraio 1891 - 15 maggio 1892), presidente Antonio Starrabba, marchese di Rudinì (Destra storica)
  - Composizione del governo: Destra storica

## Parlamento

### Camera dei Deputati
- Presidente
  - Giuseppe Biancheri, dal 10 dicembre 1890

Nella legislatura la Camera tenne 245 sedute.

### Senato del Regno
- Presidente
  - Domenico Farini, dal 10 dicembre 1890

Nella legislatura il Senato tenne 123 sedute.